# Distrikt Acocro
Der Distrikt Acocro liegt in der Provinz Huamanga in der Region Ayacucho in Südzentral-Peru. Der Distrikt wurde am 23. November 1964 gegründet. Der Distrikt hat eine Fläche 386 km². Beim Zensus 2017 wurden 7403 Einwohner gezählt. Im Jahr 1993 lag die Einwohnerzahl bei 6296, im Jahr 2007 bei 8953 Einwohnern. Die Distriktverwaltung befindet sich in der 3247 m hoch gelegenen Ortschaft Acocro mit 491 Einwohnern (Stand 2017). Acocro liegt 21 km ostsüdöstlich der Provinz- und Regionshauptstadt Ayacucho (Huamanga).

## Geographische Lage
Der Distrikt Acocro liegt im Osten der Provinz Huamanga. Er liegt im Andenhochland an der Westflanke der peruanischen Zentralkordillere. Der Río Yucay entwässert das Areal in nordwestlicher Richtung.
Der Distrikt Acocro grenzt im Südwesten an den Distrikt Chiara, im Nordwesten an den Distrikt Tambillo, im Norden an den Distrikt Acos Vinchos, im äußersten Nordosten an die Distrikte San Miguel und Chilcas, im Nordosten an den Distrikt Luis Carranza, im Nordosten an den Distrikt Ocros sowie im äußersten Süden an den Distrikt Vischongo.